# Сан-Педру-Велью
Сан-Педру-Велью (порт. São Pedro Velho)  —  район (фрегезия) в Португалии,  входит в округ Браганса. Является составной частью муниципалитета  Мирандела. По старому административному делению входил в провинцию Траз-уж-Монтиш и Алту-Дору. Входит в экономико-статистический  субрегион Алту-Траз-уш-Монтеш, который входит в Северный регион. Население составляет 413 человека на 2001 год. Занимает площадь 23,54 км².
Покровителем района считается Апостол Пётр (порт. s pedro). 